# Metropolitan Opera
A Metropolitan Opera, popularmente referida como "Met Opera", é uma  companhia de ópera baseada na cidade de Nova York, residente na Metropolitan Opera House - um teatro de ópera situado no complexo  Lincoln Center for the Performing Arts. A companhia é operada pela Metropolitan Opera Association, que tem Peter Gelb como gerente geral. O  diretor musical, desde 1976, é o maestro  James Levine. A companhia foi criada em 28 de abril de 1880.
A Metropolitan Opera é a maior companhia de música clássica da América do Norte. Apresenta aproximadamente 27 óperas diferentes por ano, em uma temporada que vai do fim de setembro até o começo de maio. As óperas são apresentadas em um repertório rotativo, com até sete performances de quatro diferentes obras a cada semana. Os espetáculos são apresentados todas as noites, de segunda a sábado, com uma matinê no sábado. Muitas novas produções  são apresentadas a cada temporada.  Na temporada 2012-2013 a companhia realizou 209 apresentações de 28 óperas.
A gigantesca companhia é composta de uma grande orquestra sinfônica, um coro, um coral de crianças, uma companhia de balé, muitos cantores de suporte e cantores principais. Da lista de cantores fazem parte alguns dos artistas mais famosos do mundo. Alguns desses  cantores desenvolveram suas carreiras na  própria companhia, em seus programas de jovens artistas. Dentre os artistas  que se apresentaram (ou se apresentam) com a  Metropolitan Opera, estão Luciano Pavarotti, Renée Fleming, Plácido Domingo, Ramón Vargas, Jussi Björling, Maria Callas, Joan Sutherland, Franco Corelli, entre outros. Os padrões artísticos da companhia são considerados entre os melhores do mundo, e suas produções  vão desde as mais  tradicionais até as mais inovadoras.
Além de apresentar-se na casa de ópera de  Nova York, a  Metropolitan Opera expande gradualmente seu público, tornando-se cada vez mais acessível a milhões de pessoas, sobretudo graças às novas tecnologias. Mas, desde 1931, algumas produções já eram transmitidas ao vivo, semanalmente, pelo rádio; desde 1977, passaram a ser transmitidas também pela televisão. Em 2006, as apresentações da companhia passaram a ser transmitidas pelo rádio, via satélite, quatro vezes por semana. Transmissões de vídeo em alta definição, em cinemas, também têm sido  realizadas.

## História da companhia

### Primeiros anos

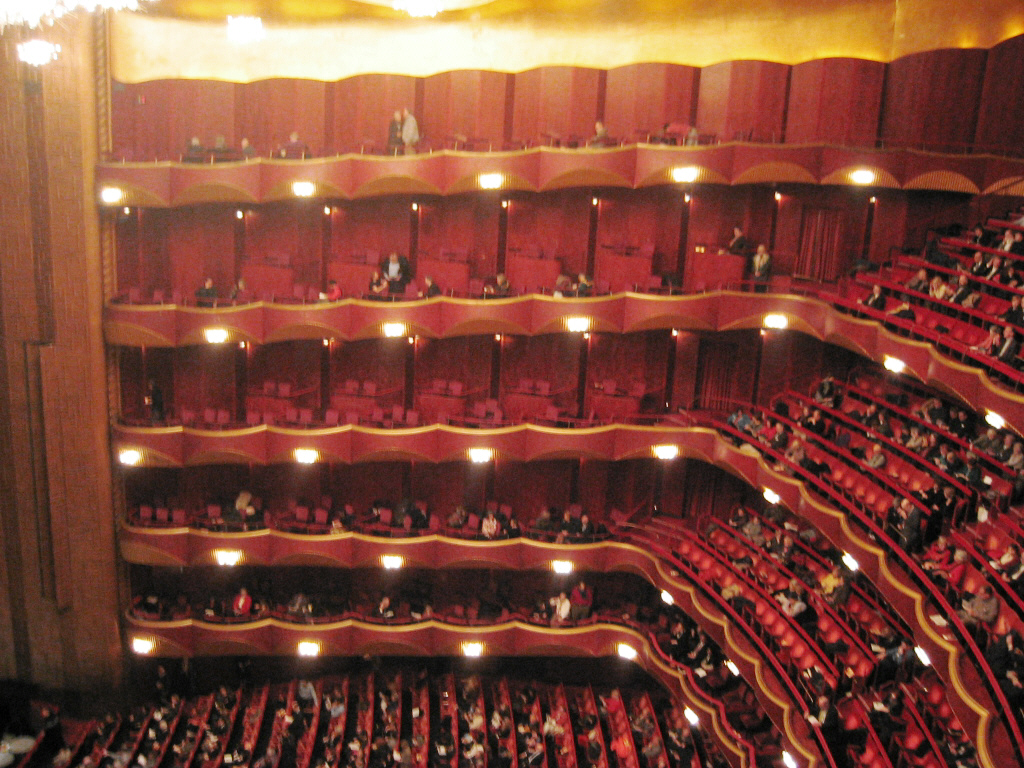
Auditório da Metropolitan Opera House.

A Metropolitan Opera Association foi fundada em 1880 como uma alternativa para a Academia de Música. A Academia representava o mais alto círculo social na sociedade de Nova Iorque, e os seus diretores não admitiam novos-ricos dentro do seu círculo. O grupo inicial de assinantes incluiu as famílias Morgan, Roosevelt, Astor e Vanderbilt. A criação destes, a Metropolitan Opera, em muito superou a Academia. Henry Abbey foi o administrador da temporada inicial, de 1883 até 1884, abrindo com uma récita de Faust de Charles Gounod, no dia 22 de outubro de 1883, com a brilhante soprano sueca Christina Nilsson no papel  de Marguerite. Faust foi apresentado em italiano, como todas as óperas na primeira temporada, mesmo aquelas originalmente escritas em francês e alemão. A companhia  realizou 150 récitas de  20 diferentes óperas de Gounod, Meyerbeer, Bellini, Donizetti, Verdi, Wagner, Mozart, Bizet, Ponchielli e outros.
Após a temporada inicial da gestão de Henry Abbey, a qual resultara em grande déficit, as óperas passaram a ser montadas com elencos constituídos  de cantores alemães - que não cobravam muito caro, embora entre eles estivessem alguns dos mais célebres cantores da Europa -, que executavam um repertório internacional, embora cantado em alemão.
Esta situação anômala terminou na época do grande incêndio de 1892, que destruiu a maior parte do teatro. Depois disso, a "Era Dourada da Ópera" chegou, sob a memorável administração de Maurice Grau (1892-1903). Daí então, os maiores (e mais bem pagos) artistas de ópera do mundo prestigiariam o palco da Metropolitan Opera House, especialmente os irmãos Jean e Edouard de Reszke, Lilli Lehmann, Emma Calvé, Lillian Nordica, Nellie Melba, Marcella Sembrich, Milka Ternina, Emma Eames, Sofia Scalchi, Ernestine Schumann-Heink, Francesco Tamagno, Francisco Vignas, Jean Lassalle, Mario Ancona, Victor Maurel, Antonio Scotti e Pol Plançon.
A partir de 1898, a companhia passou a sair em turnês  anuais de seis semanas pelos Estados Unidos, após a temporada em Nova Iorque. Essas turnês seriam canceladas em 1986, após 88 anos, por causa de perdas financeiras. Em 1906, durante uma dessas turnês, produções da companhia foram severamente danificadas devido ao grande terremoto de São Francisco. Na ocasião,  alguns dos maiores artistas da época, como Enrico Caruso e Olive Fremstad, estavam presentes. Fremstad, inclusive, saiu às ruas destruídas da cidade, distribuindo flores para a população inconsolável.

### Início do século XX
O início do século XX  testemunhou o desenvolvimento  de diferentes "alas" (italiana, alemã e, posteriormente, francesa) dentro do elenco da companhia - inclusive com coros separados. Essa divisão desapareceu após a Segunda Guerra Mundial, quando artistas solo passavam menos tempo ligados a qualquer companhia de ópera.
Lionel Mapleson (1865 - 1937), um violinista e bibliotecário empregado pela Metropolitan, fez as primeiras gravações  ao vivo em um teatro de ópera. De 1900 até 1904, Mapleson usou um gravador de Thomas Edison, que ele montou perto do palco, para capturar trechos breves dos solistas, docoro e da orquestra. Essas  relíquias acústicas, conhecidas como Mapleson Cylinders, preservam as únicas gravações em áudio do início da companhia e são as únicas gravações conhecidas de alguns cantores de renome internacional, como o tenor Jean de Reszeke e a soprano Milka Ternina. As gravações foram incluídas no National Recording Preservation Board, em 2002.
A administração de Heinrich Conried, entre 1903 e 1908, a qual viu a chegada do tenor Enrico Caruso, inquestionavelmente o mais célebre cantor que já apareceu no Velho Metropolitan, foi seguida do reinado de 25 anos (1908-1935), de Giulio Gatti-Casazza, cujo planejamento modelo, habilidades gerenciais e formação de elencos brilhantes elevaram o nível da Metropolitan Opera a uma prolongada e inesquecível Era de Prata. Novamente, os maiores cantores e maestros apareceram. O proeminente advogado e jurista Paul Cravath tornou-se Diretor da companhia, em 1931.
Os grandes cantores que apareceram no Met, durante a liderança de Gatti-Casazza incluem: Rosa Ponselle, Elisabeth Rethberg, Maria Jeritza, Frances Alda, Frida Leider, Amelita Galli-Curci, Lily Pons,  Jacques Urlus, Giovanni Martinelli, Beniamino Gigli, Giacomo Lauri-Volpi, Lauritz Melchior, Titta Ruffo, Giuseppe De Luca, Pasquale Amato, Lawrence Tibbett, Friedrich Schorr, Feodor Chaliapin, Jose Mardones, Tancredi Pasero e Ezio Pinza, entre muitos outros. Nessa época, Arturo Toscanini e Gustav Mahler foram os maestros regulares do Met.
O grande tenor canadense Edward Johnson foi o gerente geral entre 1935 and 1950, guiando  a companhia, com sucesso, ao longo dos anos da Grande Depressão e da Segunda Guerra Mundial. Mas o número de cantores renomados reduziu-se à  metade, pelo efeito da guerra e da crise. Ainda assim, Zinka Milanov, Jussi Björling, Richard Tucker e Robert Merrill tiveram sua estreia na Metropolitan Opera durante a gestão de Johnson, enquanto Kirsten Flagstad tornou-se a soprano wagneriana dominante da época. Sir Thomas Beecham, George Szell e Bruno Walter estão entre os grandes maestros da "era  Johnson".

### 1950-1972
Um aristocrático austríaco naturalizado inglês, Sir Rudolf Bing, foi o gerente geral entre 1950 e 1972, sucedendo Johnson. Ele tornou-se um dos mais influentes e reformistas da companhia. Bing modernizou a administração, extinguiu o sistema arcaico de venda de ingressos e  as apresentações de uma noite em Filadélfia. Numa era de grande canto e produções glamourosas,  guiou a mudança da companhia para a nova sede, no Lincoln Center. Mesmo com a estreia de muitos cantores proeminentes no Met, durante a era Bing, muitos críticos musicais reclamaram da falta de grandes regentes, durante sua gestão. No entanto, alguns  maestros renomados passaram pela companhia.  Fritz Stiedry, Dimitri Mitropoulos, Erich Leinsdorf, Fritz Reiner, Herbert von Karajan, Pierre Monteux e Karl Böhm apareceram frequentemente, durante as décadas de 1950 e 1960.
Uma  das realizações da gestão de Bing foi a integração do elenco. A estreia história de Marian Anderson em 1955, seguida da introdução de notáveis artistas afro-americanas, comandadas por Leontyne Price (que inaugurou a nova casa, no Lincoln Center), Grace Bumbry, Shirley Verrett, George Shirley, entre outras. Vários cantores célebres apresentaram-se no palco da  Metropolitan Opera House durante o mandato de Bing, destacando-se  Maria Callas, Birgit Nilsson, Renata Tebaldi, Joan Sutherland, Elisabeth Schwarzkopf, Luciano Pavarotti, Victoria de los Ángeles, Montserrat Caballé, Mario del Monaco, Franco Corelli, Carlo Bergonzi, Nicolai Gedda, Jon Vickers, Giorgio Tozzi e Cesare Siepi.

### 1972-2000
Depois da aposentadoria de Bing em 1972, vários executivos se sucederam na gerência da companhia. O sucessor intendente de Bing, o gerente de ópera sueco Göran Gentele, morreu em um acidente automobilístico antes de começar sua primeira temporada. Após a trágica perda de Gentele, passaram pela companhia: Schuyler Chapin, Anthony Bliss, Bruce Crawford e Hugh Southern. Todos eles atuaram em parceria com o diretor musical James Levine, a grande força artística da companhia no último terço do século XX.
Joseph Volpe foi o segundo administrador da companhia  a permanecer por mais tempo no cargo - 16 anos ao total, de 1990 a 2006. Ele foi o chefe da companhia, após crescer dentro dela, tendo começado  como carpinteiro, em 1964. Volpe expandiu as atividades internacionais da  Metropolitan Opera e inaugurou as séries da orquestra no Carnegie Hall. Durante sua gestão, a companhia   expandiu  consideravelmente  o seu repertório, oferecendo quatro premières mundiais e 22 premières no Met, tendo apresentado mais trabalhos novos do que na gestão de Gatti-Casazza. Volpe nomeou Valery Gergiev como Maestro Convidado Principal, em 1997, e maestro chefe do repertório russo. Marcelo Álvarez, Cecilia Bartoli, José Cura, Diana Damrau, Natalie Dessay, Renée Fleming, Juan Diego Flórez, Marcello Giordani, Angela Gheorghiu, Susan Graham, Ben Heppner, Dmitri Hvorostovsky, Salvatore Licitra, Anna Netrebko, René Pape, Bryn Terfel e Deborah Voigt, foram alguns dos cantores que se apresentaram com a  Met durante sua gestão.

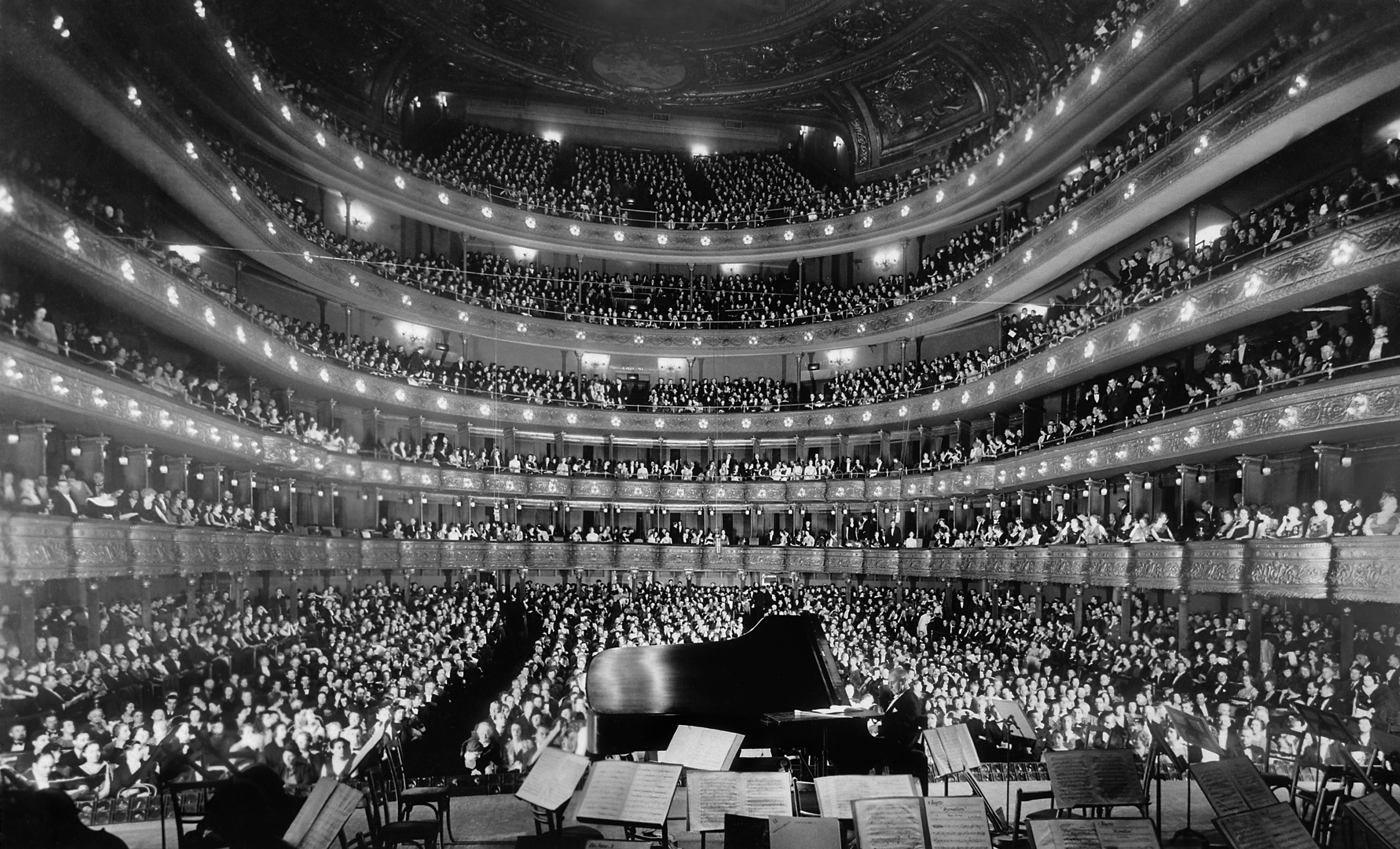
A antiga Metropolitan Opera House, na Broadway, Nova York (1937).

O atual gerente geral é Peter Gelb. Gelb começou a fazer seus planos para o futuro em abril de 2006. Estes planos incluíam mais produções novas a cada ano, ideias para cortar custos de montagem e para atrair novo público, sem afastar o já existente, constituído de amantes de ópera, cuja faixa etária estava acima de 60 anos. Gelb vê tais assuntos como cruciais para uma organização que  é dependente de financiamentos particulares.
Até o fim da década de 1990, a Metropolitan Opera manteve-se tradicional em suas novas produções. Mais recentemente, seguindo a influência original de Patrice Chéreau e as tendências já estabelecidas em muitas outras casas de ópera ao redor do mundo (particularmente na Europa),  as produções tradicionais têm se tornado raras na Met Opera.
Na década de 1990, apenas algumas produções com orçamentos limitados usaram um tipo  de cenário "simbólico" (começando por Der fliegende Holländer de Richard Wagner, em 1989, e Samson et Dalila de Camille Saint-Saëns  de Wagner, em 1998, e Tristan und Isolde, em 1999). Para The Rake's Progress (Igor Stravinsky), em 1999, e Mefistofele (Arrigo Boito), em 2000,  foi adotado um estilo contemporâneo, com trajes de homens de negócios. Produções similares aconteceram em La Juive de Fromental Halévy (2003) e Salome de Richard Strauss (2004).

## Met na Filadélfia
A Metropolitan Opera começou uma longa história com a cidade da Filadélfia durante sua primeira temporada, lá se apresentando em janeiro e agosto de 1884. A primeira performance da companhia na cidade foi de Faust, de Charles Gounod, com a soprano Christina Nilsson, em 14 de janeiro de 1884, na Casa de Ópera Chestnut. A companhia continuou a se apresentar  anualmente na Filadélfia ao longo de oitenta anos, totalizando quase 900 performances, até 1961.
Em 26 de abril de 1910, a companhia comprou a Casa de Ópera da Filadélfia de Oscar Hammerstein I, um milionário, empresário de teatro e apaixonado por ópera. A companhia renomeou o teatro para Metropolitan Opera House e apresentou todas as suas performances nesse teatro até 1920, quando se mudou para a Academia de Música.
Nos primeiros anos, a companhia fazia, a cada   temporada, doze ou mais apresentações de óperas na cidade. A cada ano, o número de produções diminuía gradualmente, até que, na temporada de 1961,  apenas quatro óperas foram apresentadas. A última performance foi em 21 de março de 1961, com Birgit Nilsson e Franco Corelli, em Turandot, de Giacomo Puccini. Após essa noite,  a companhia somente  retornou a Filadélfia em suas turnês de primavera, em  1967, 1968, 1978 e 1979.

## Rádio e cinema

### Transmissões de rádio
A Metropolitan Opera  é mundialmente conhecida pelas transmissões de rádio, ao vivo. A temporada de transmissões começa geralmente na primeira semana de dezembro, com vinte apresentações, ao vivo, das matinées de sábado, e vai até o mês de maio. A primeira transmissão foi ouvida em 25 de dezembro de 1931. Era uma produção de Hänsel und Gretel de Engelbert Humperdinck.  As transmissões foram originalmente ouvidas na Blue Network da rádio da NBC e continuaram na sucessora da Blue Network, ABC, durante os anos 1960.  Conforme o rádio em rede diminuiu, a Metropolitan Opera fundou a sua própria rede de rádio a qual é agora ouvida em estações de rádio por todo o mundo.
O patrocínio das transmissões de sábado à tarde feito pela Texaco começou em 7 de dezembro de 1940 com Le nozze di Figaro de Mozart.  O apoio da Texaco continuou por 63 anos, o mais longo tempo de patrocínio da história das transmissões. após a aglutinação com Chevron, contudo, a empresa combinada ChevronTexaco terminou o patrocínio em Abril de 2004.  Concessões de emergência permitiram as transmissões continuarem até 2005 quando a construtora do prédio principal da companhia, Toll Brothers, passou a ser o primeiro patrocinador.
Nas sete décadas de transmissões de sábado, o companhia  tem sido apresentada pelas vozes de apenas três apresentadores permanentes. O legendário Milton Cross trabalhou desde a primeira transmissão até morrer, em 1975, tendo sido sucedido por Peter Allen, que atuou por 29 anos, até a temporada de 2003-2004.  A atual anfitriã das transmissões, Margaret Juntwait, começou a sua participação  na temporada seguinte e agora também apresenta todas as transmissões ao vivo e gravadas,  em canal de rádio via satélite Sirius. Entre outros locutores, estão Lloyd Moss, que por duas vezes substituiu Cross, e Marcia Davenport, que foi  comentarista em 1973. Deems Taylor foi atuou brevemente como co-anfitrião nos primeiros anos. Em  temporadas recentes, o compositor William Berger e a especialista em ópera Ira Siff participaram como co-anfitriões,  juntamente com Margaret Juntwait.

### Rádio via satélite
A Metropolitan Opera Radio é um canal de ópera na Sirius XM Radio que apresenta três a quatro transmissões ao vivo por semana durante a  temporada  da Met. Também transmite gravações de arquivo das temporadas passadas.  O canal foi criado em setembro de 2006, quando a companhia estabeleceu uma relação com a Sirius Satellite Radio. Margaret Juntwait é a principal apresentadora, atuando ao lado  de William Berger.

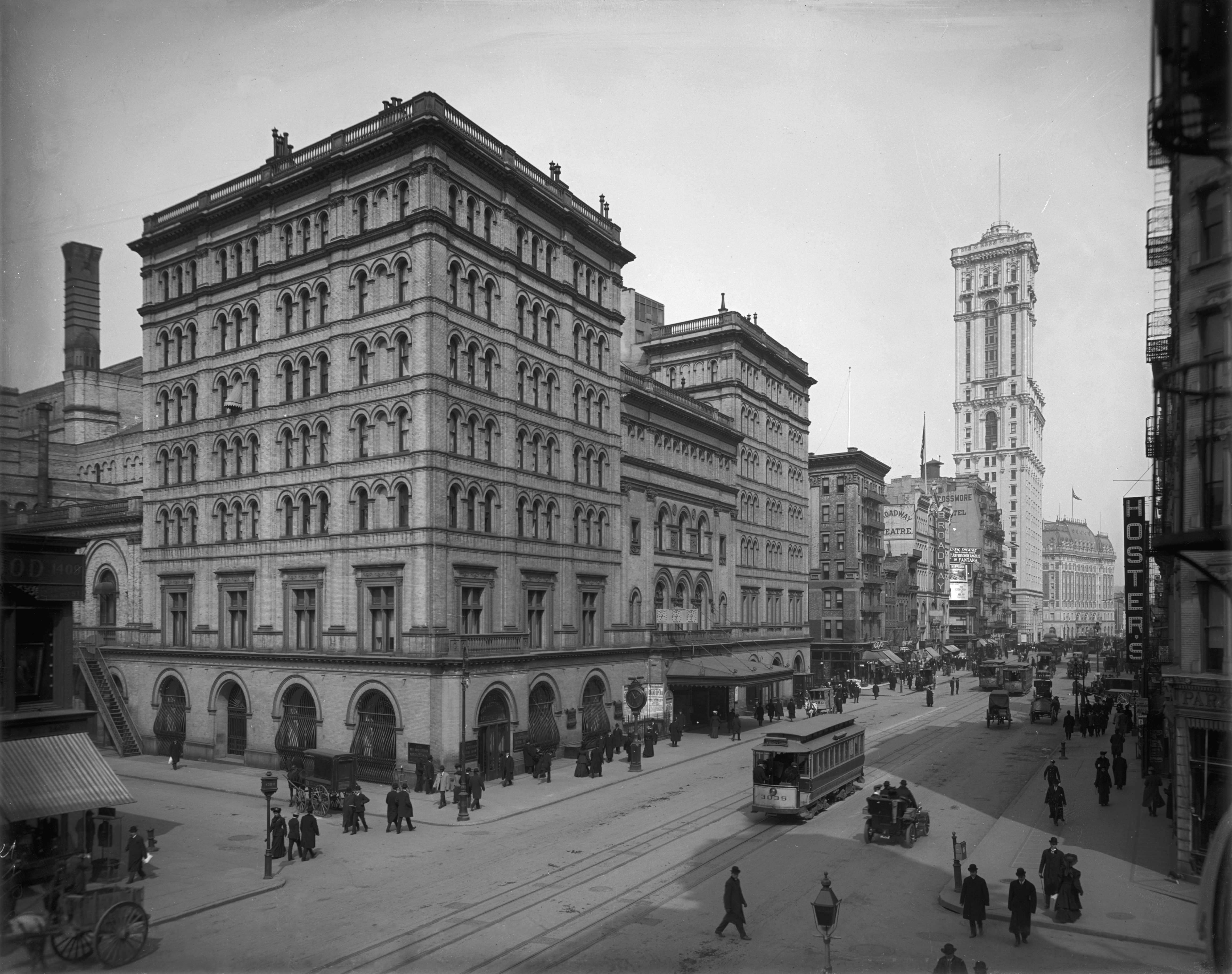
A antiga Metropolitan Opera House de Nova York, 1905.

### Transmissões do Met para cinemas
Começando com a matinée de 30 de dezembro de 2006 ao vivo da versão de 110 minutos de  A Flauta Mágica feita por Julie Taymor, O Met (em conjunto com a National CineMedia|NCM Fathom lançou o Metropolitan Opera: Live in HD, uma série de seis produções da temporada de 2006-07 em 100 cinemas nos Estados Unidos, Canada, Japão, e vários países europeus, incluído a Grã-Bretanha e a Noruega que são equipados para apresentar em high definition via satélite. De acordo com o press release do Met, 48 de 60 cinemas no Estados Unidos já estavam esgotados antes da transmissões, inclusive em Los Angeles, Chicago, Boston, Miami e Washington, D.C., enquanto que todos os sete dos cinemas britânicos participantes também estavam esgotados. Estas transmissões de cinema receberam grande e geralmente favorável cobertura da imprensa.
A série tem continuado pela temporada de 2006-07 com transmissões HD ao vivo de I puritani, The First Emperor, Eugene Onegin, The Barber of Seville, and  Il trittico. Além disso, poucas récitas repetidas de óperas foram oferecidas na maioria das cidades apresentantes. Som digital para as apresentações é provido pela Sirius Satellite Radio.
91% de todos os assentos disponíveis foram vendidos para as transmissões HD.  De acordo com Peter Gelb, houve 60 000 pessoas nos cinemas  de  todo o mundo assistindo à transmissão de 24 de março de O Barbeiro de Sevilha. Para a temporada de 2006/2007, foi relatado que 324 000 ingressos foram vendidos por todo o mundo, enquanto que cada simulcast custou de 850 mil a um milhão de dólares para ser produzido.[carece de fontes?]
Para a temporada de 2007-2008, a companhia anunciou que oito das produções  previstas seriam apresentadas ao vivo, em HD, começando em 15 de dezembro de 2007, com Roméo et Juliette, e terminando com La fille du régiment, em 26 de abril de 2008.[carece de fontes?] Além disso, Gelb observou que  esperava que o número de espectadores de performances ao vivo, em cinemas, na temporada seguinte, fosse equivalente à audiência cumulativa de todas as 225 récitas no auditório da Metropolitan Opera House: por volta de 800 mil pessoas.

## Casas de ópera

### Metropolitan Opera House, Broadway

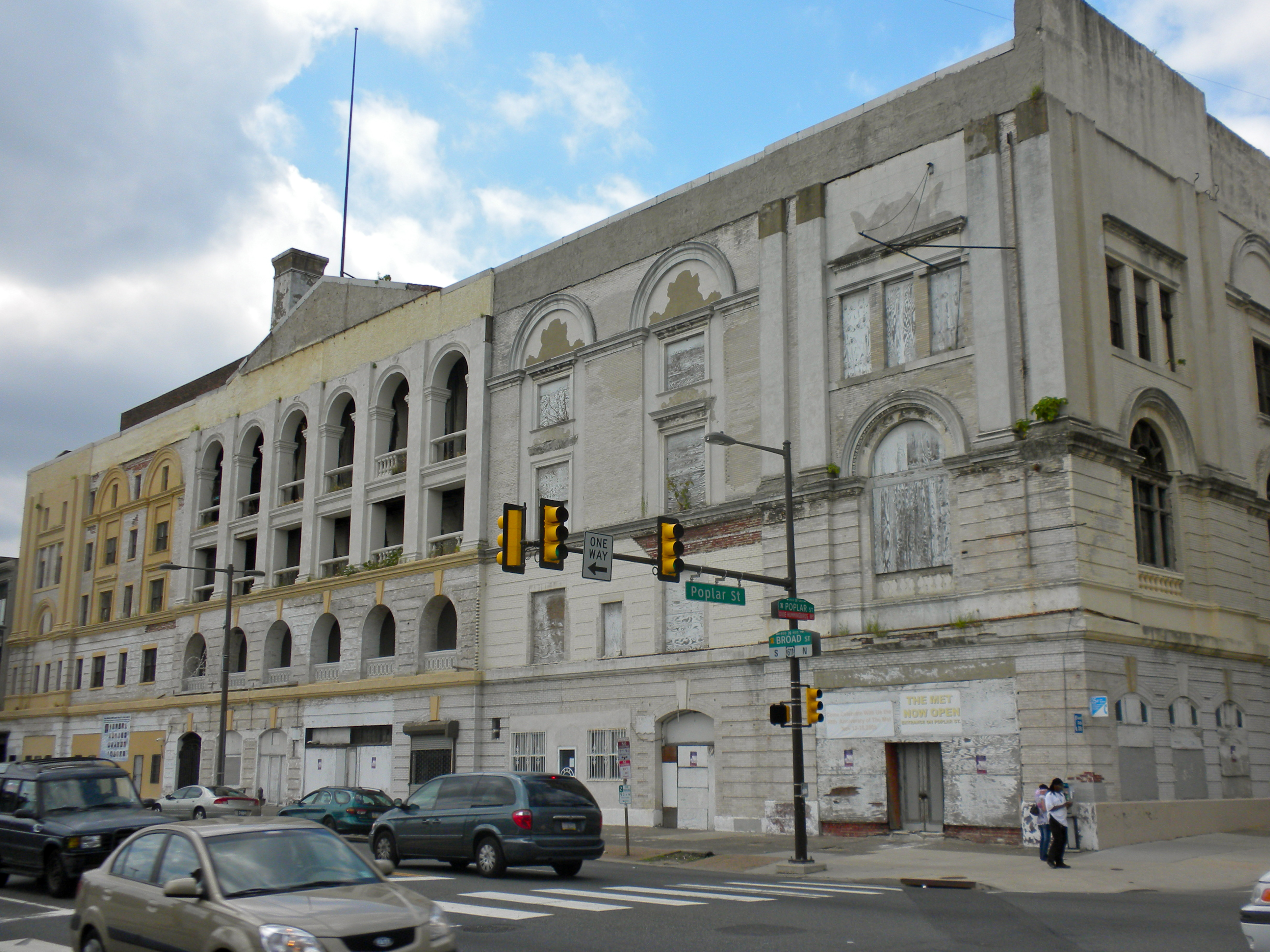
Metropolitan Opera House, Filadélfia

A primeira Metropolitan Opera House foi inaugurada em 22 de outubro de 1883 com o  Faust, de Charles Gounod. Localizado na Broadway, número 1411, entre as ruas 39º e 40º, sendo desenhada pelo arquiteto J. Cleaveland Cady. Destruído por um incêndio em 27 de agosto de 1892, o teatro foi imediatamente reconstruído e em 1903 seu interior foi extensamente renovado novamente, pelos arquitetos Carrère e Hastings. O interior familiar vermelho e dourado é associado com as casas desse período. A casa de ópera tinha capacidade para 3.625 pessoas, com um adicional de 224 em outras salas.
O teatro foi conhecido pela sua elegância e excelente acústica, sendo uma glamourosa casa para a companhia. Entretanto, ela tornou-se inadequada para os dias de hoje. Muitos planos para uma nova casa de ópera foram explorados. O original Metropolitan Opera House fechou em 16 de abril de 1966, com uma apresentação de gala. Ele foi demolido em 1967.

### Metropolitan Opera House, Filadélfia

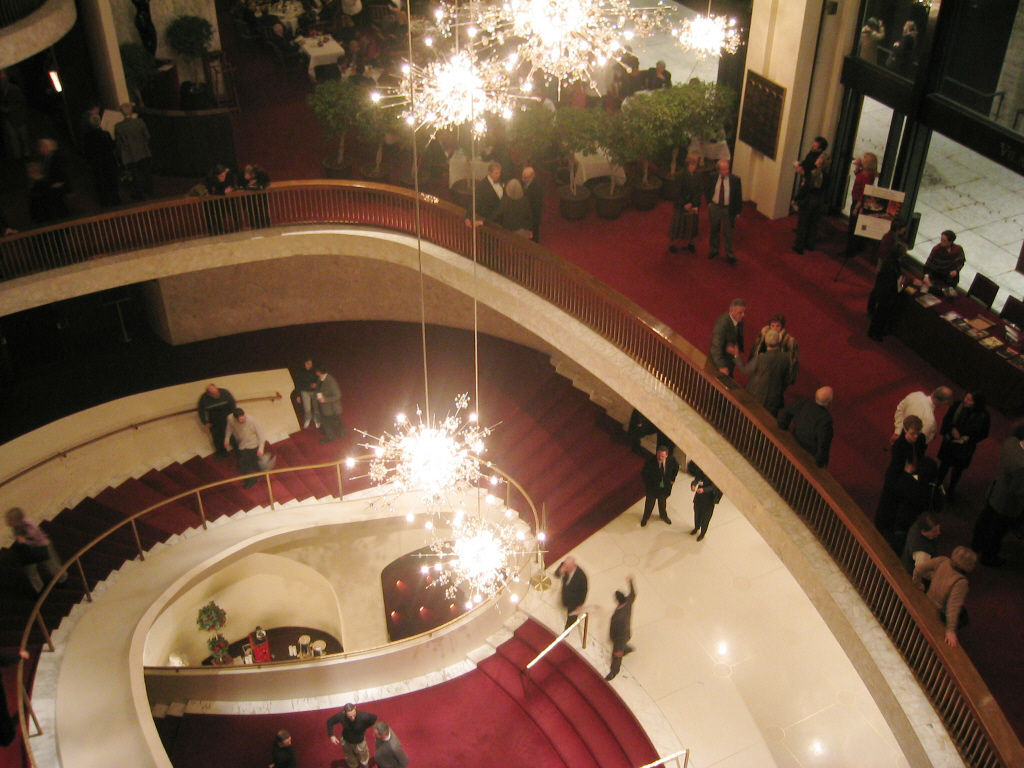
Escadarias do Metropolitan Opera House

A casa de ópera para as performances regulares na Filadélfia, foi construída originalmente em 1908 por Oscar Hammerstein I, a Casa de Ópera da Filadélfia. Renomeada para Metropolitan Opera House, o teatro foi usado pelo Met de 1910 até ela ser vendida, em abril de 1920. A estreia do Met na casa foi em 13 de dezembro de 1910, com uma performance de Tannhäuser de Richard Wagner, com Leo Slezak e Olive Framstad.
O Met da Filadélfia foi desenhado pelo notável arquiteto William H. McElfatrick, tendo capacidade para 4 mil pessoas.

### Metropolitan Opera House, Lincoln Center
O atual Metropolitan Opera House está localizado em Lincoln Center, no Lincoln Square, em Upper West Side, Nova Iorque. Foi desenhado pelo arquiteto Wallace K. Harrison. Tem capacidade para 3.800 pessoas, com um adicional de 195 em outros ambientes. Por necessidade, o pit da orquestra teve de ser aumentado, com 35 novos lugares.
Após inúmeras revisões no design da construção, a nova residência foi inaugurada em 16 de setembro de 1966, com a première mundial de Antony and Cleopatra de Samuel Barber, com Leontyne Price no papel principal. O teatro, além de grandioso, é notado por sua excelente acústica.

## Diretores Musicais
| - James Levine (1973 - Presente) (Maestro Principal; Diretor Musical de 1975 até hoje) - Valery Gergiev (1997 - 2008) (Principal Maestro Convidado) - Rafael Kubelík (1973 - 1974) (Diretor Musical) - Erich Leinsdorf (1957 - 1962) - Dimitri Mitropoulos (1954 - 1960) - Fritz Reiner (1949 - 1953) - Fritz Busch (1945 - 1949) - George Szell (1942 - 1946) - Erich Leinsdorf (1938 - 1942) (Principal Maestro do Repertório Alemão) | - Tullio Serafin (1924 - 1934) - Artur Bodanzky (1915 - 1939) (Principal Maestro do Repertório Alemão) - Arturo Toscanini (1908 - 1915) - Gustav Mahler (1908 - 1910) - Alfred Hertz (1902 - 1915) (Principal Maestro do Repertório Alemão) - Walter Damrosch (1884 - 1902) - Anton Seidl (1885 1897) |

## Mortes no Met
No dia 10 de fevereiro de 1897, Armand Castelmary sofreu um ataque cardíaco no final do primeiro ato de Martha, ópera de Friedrich von Flotow. Ele morreu nos braços de seu amigo, o tenor Jean de Reszke, após a cortina ser fechada. A performance não parou e Giuseppe Cernusco substituiu Castelmary nos três atos seguintes.
No dia 4 de março de 1960, Leonard Warren morreu de um derrame, no palco, depois de completar a ária "Urna fatale", no segundo ato da ópera La forza del destino, de Giuseppe Verdi.
No dia  30 de abril de 1977, etty Stone, membro do coro do Met, foi morta em um acidente nos bastidores, em uma performance de Il Trovatore de Giuseppe Verdi, durante uma turnê em Cleveland.
No dia 23 de julho de 1980, Helen Hagnes Mintiks, uma violinista canadense, foi encontrada morta, assassinada por Craig Crimmins, durante uma apresentação do Balé de Berlim.
No dia 5 de janeiro de 1996, o tenor Richard Versalle morreu enquanto cantava o papel de The Makropulos Case de Leoš Janáček. Versalle estava a 6,1 metros de altura, na cena de abertura, quando sofreu um ataque cardíaco e caiu no meio do palco.
Entre todas as mortes, relacionadas ao público, o incidente mais conhecido foi o suicídio de Bantcho Bantchevsky dia 23 de janeiro de 1988, durante a transmissão ao vivo da ópera Macbeth, de Giuseppe Verdi.